# Kahler Tremolo System

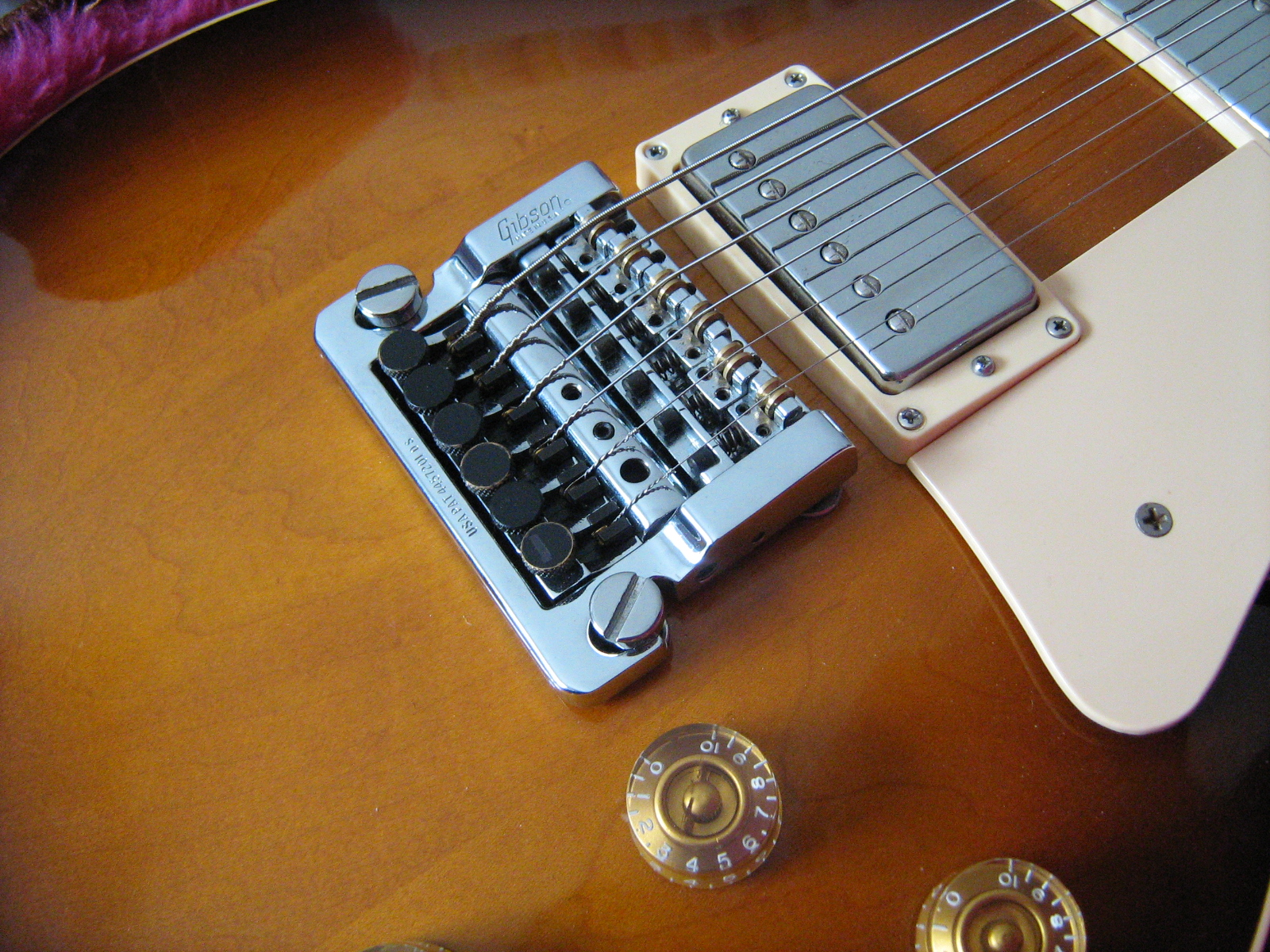
A Kahler tremolo system on a '87 Gibson Les Paul Standard.

O Kahler Tremolo System é uma ponte flutuante para guitarra eléctrica que apresenta um sistema de vibrato à base de cames e que foi inventado por Gary Kahler e 'Dave Storey em 1979.